# Quofestive 2012 - Live at the O2
Quofestive 2012 - Live at the O2 è un album dal vivo della rock band inglese Status Quo, pubblicato nel dicembre del 2012.

## Il disco
Questo CD è stato messo in vendita sul posto a partire da 10 minuti dalla fine del concerto, oppure su prenotazione e spedizione per posta.

## Tracce
Disco 1
1. Caroline – 6:35 (Rossi/Young)
2. Paper Plane – 3:27 (Rossi/Young)
3. Hold You Back – 3:41 (Rossi/Parfitt/Young)
4. Rain – 4:47 (Parfitt)
5. Mystery Medley – 5:02 (Status Quo)
6. Rock 'n' Roll 'n' You – 3:23 (Rossi/Bown)
7. Beginning of the End – 5:22 (Rossi/Edwards)
8. Proposin' Medley – 12:25 (Status Quo)
9. The Oriental – 5:11 (Rossi/Edwards)

Disco 2
1. Creepin' Up On You – 4:59 (Edward/Parfitt)
2. Marguerita Time – 2:25 (Frost/Rossi)
3. Living On An Island – 1:45 (Parfitt/Young)
4. In the Army Now – 3:49 (Bolland/Bolland)
5. The Killer (Drum Solo) – 2:48 (Letley)
6. Roll Over Lay Down – 5:53 (Coghlan/Parfitt/Lancaster/Rossi/Young)
7. Down Down – 5:58 (Rossi/Young)
8. Whatever You Want – 5:27 (Bown/Parfitt)
9. Rockin' All Over the World – 5:39 (Fogerty)
10. Christmas Medley – 5:14 (autori vari)
11. Burning Bridges – 4:20 (Rossi/Bown)

## Formazione
- Francis Rossi (chitarra solista, voce)
- Rick Parfitt (chitarra ritmica, voce)
- Andy Bown (tastiere, armonica a bocca, chitarra, cori)
- John 'Rhino' Edwards (basso, chitarra, voce)
- Matt Letley (percussioni)